# Ramaz Shengelia
Ramaz Shengelia (en georgiano: რამაზ შენგელია) (Kutaisi, Unión Soviética, 1 de enero de 1957 - Tiflis, Georgia, 21 de junio de 2012) fue un futbolista georgiano, se desempeñaba como delantero. Es considerado uno de los mejores jugadores de la historia de su país.

## Fallecimiento
Ramaz Shengelia falleció el 21 de junio de 2012 debido a una hemorragia cerebral. Como curiosidad, tres semanas después de la muerte de su compañero de selección en el Mundial 1982, Yuri Susloparov.

## Clubes
| Club               | País            | Año         | Partidos | Goles |
| FC Torpedo Kutaisi | Unión Soviética | 1973 - 1976 | 75       | 29    |
| FC Dinamo Tbilisi  | Unión Soviética | 1977 - 1988 | 283      | 151   |
| IFK Holmsund       | Suecia          | 1989 - 1990 | 13       | 2     |

- Datos: Q447358
- Multimedia: Ramaz Shengelia / Q447358